# Sciara nubicula
Sciara nubicula är en tvåvingeart som beskrevs av Frederick Askew Skuse 1888. Sciara nubicula ingår i släktet Sciara och familjen sorgmyggor. Inga underarter finns listade i Catalogue of Life.